# جيمس سيلفر
جيمس سيلفر (بالإنجليزية: James Silver)‏ هو مؤرخ أمريكي، ولد في 28 يونيو 1907، وتوفي في 25 يوليو 1988.